# Martelle
Martelle és una població dels Estats Units a l'estat d'Iowa. Segons el cens del 2000 tenia 280 habitants.

## Demografia
Segons el cens del 2000, Martelle tenia 280 habitants, 109 habitatges, i 85 famílies. La densitat de població era de 327,6 habitants/km².
Dels 109 habitatges en un 29,4% hi vivien nens de menys de 18 anys, en un 67,9% hi vivien parelles casades, en un 8,3% dones solteres, i en un 22% no eren unitats familiars. En el 20,2% dels habitatges hi vivien persones soles l'11% de les quals corresponia a persones de 65 anys o més que vivien soles. El nombre mitjà de persones vivint en cada habitatge era de 2,57 i el nombre mitjà de persones que vivien en cada família era de 2,93.
Per edats la població es repartia de la següent manera: un 25,7% tenia menys de 18 anys, un 3,2% entre 18 i 24, un 32,1% entre 25 i 44, un 22,5% de 45 a 60 i un 16,4% 65 anys o més.
L'edat mediana era de 40 anys. Per cada 100 dones de 18 o més anys hi havia 87,4 homes.
La renda mediana per habitatge era de 47.500 $ i la renda mediana per família de 50.313 $. Els homes tenien una renda mediana de 32.500 $ mentre que les dones 21.964 $. La renda per capita de la població era de 20.134 $. Entorn del 2,5% de les famílies i el 2,9% de la població estaven per davall del llindar de pobresa.

## Poblacions més properes
El següent diagrama mostra les poblacions més properes.